# Neostaffella
Neostaffella es un género de foraminífero bentónico de la subfamilia Pseudostaffellinae, de la familia Ozawainellidae, de la superfamilia Fusulinoidea, del suborden Fusulinina y del orden Fusulinida. Su especie tipo es Pseudostaffella sphaeroidea. Su rango cronoestratigráfico abarca el Moscoviense (Carbonífero superior).

## Discusión
Clasificaciones más recientes incluyen Neostaffella en la superfamilia Ozawainelloidea, y en la subclase Fusulinana de la clase Fusulinata. Clasificaciones más recientes incluyen Neostaffella en la familia Pseudostaffellidae.

## Clasificación
Neostaffella incluye a las siguientes especies:
- Neostaffella hanensis †
- Neostaffella magna †
- Neostaffella panxianensis †
- Neostaffella papilioformis †
- Neostaffella sphaeroidea †

En Neostaffella se ha considerado el siguiente subgénero:
- Neostaffella (Hanostaffella), aceptado como género Hanostaffella